# Craterostigma
Craterostigma, rod iz porodice ljuborovki (Linderniaceae), raširen po Africi, Arapskom poluotoku, i od Indije do Kine. Priznato je 26 vrsta

## Opis
Višegodišnje male biljke; korijenje često crveno, narančasto ili žuto. Listovi raspoređeni u bazalnu rozetu, obično cjeloviti, goli odozgo i dlakavi odozdo; žilanje obično dlanasto. Cvjetovi u kratkim grozdovima ili (rijetko) pojedinačni. Brakteje obično nasuprotne. Čaška 5-zubasta, narasla; režnjevi ± jednaki. Vjenčić 2-usni, 4-5-režnjeviti; cijev u obliku lijevka; gornja usna cijela ili kratko 2-režnjevita, kapuljasta; donja usna 3-režnjevita, duža od gornje. Prašnika 4, plodnih, didinamskih (po dva u paru). Nektarija nema. Jajnik 2-lokularni; ovula mnogo. Plod je septicidna kapsula. Sjemenke s pokožicom tankih stijenki.

## Vrste
1. Craterostigma abyssinicum (Engl.) Eb. Fisch., Schäferh. & Kai Müll.
2. Craterostigma alatum Hepper
3. Craterostigma angolense (Skan) Eb. Fisch., Schäferh. & Kai Müll.
4. Craterostigma engleri Eb. Fisch., Schäferh. & Kai Müll.
5. Craterostigma gossweileri (S. Moore) Eb. Fisch., Schäferh. & Kai Müll.
6. Craterostigma hirsutum S. Moore
7. Craterostigma kigomense (Eb. Fisch.) Eb. Fisch., Schäferh. & Kai Müll.
8. Craterostigma lanceolatum (Engl.) Skan
9. Craterostigma lindernioides E. A. Bruce
10. Craterostigma loitense I. Darbysh. & Eb. Fisch.
11. Craterostigma longicarpum Hepper
12. Craterostigma newtonii (Engl.) Eb. Fisch., Schäferh. & Kai Müll.
13. Craterostigma niamniamense (Eb. Fisch. & Hepper) Eb. Fisch., Schäferh. & Kai Müll.
14. Craterostigma nummulariifolium (D. Don) Eb. Fisch., Schäferh. & Kai Müll.
15. Craterostigma plantagineum Hochst.; tipična vrsta
16. Craterostigma pumilum Hochst.
17. Craterostigma purpureum Lebrun & Touss.
18. Craterostigma pusillum (Engl.) Eb. Fisch., Schäferh. & Kai Müll.
19. Craterostigma sessiliflorum (Benth.) Y. S. Liang & J. C. Wang
20. Craterostigma smithii S. Moore
21. Craterostigma stuhlmannii (Engl.) Eb. Fisch., Schäferh. & Kai Müll.
22. Craterostigma sudanicum (Eb. Fisch. & Hepper) Eb. Fisch., Schäferh. & Kai Müll.
23. Craterostigma syncerus (Seine, Eb. Fisch. & Barthlott) Eb. Fisch., Schäferh. & Kai Müll.
24. Craterostigma tanzanicum Eb. Fisch., Schäferh. & Kai Müll.
25. Craterostigma wilmsii Engl.
26. Craterostigma yaundense (S. Moore) Eb. Fisch., Schäferh. & Kai Müll.

## Sinonimi
- Dunalia R.Br.; Salt, Voy. Abyss. App. 4: lxiv (1814), nom. illeg.
- Mitranthus Hochst.; Flora 27: 108 (1844)
- Strigina Engl.; Bot. Jahrb. Syst. 23: 516 (1897)